# Eupithecia praepupillata
Eupithecia praepupillata là một loài bướm đêm trong họ Geometridae.